# Сиагрий
Вижте пояснителната страница за други личности с името Сиагрий.
Афраний Сиагрий (на латински: Afranius Syagrius) (430 – 487 г.) е последният влиятелен римски пълководец, и наместник в Северна Галия (управлявал около 465 – 486 г.). С гибелта му може да се говори за пълния крах на Римската държавност в Западна Европа.

## Биография
Сиагрий произхожда от гало-римско сенаторско семейство. Неговият баща – пълководецът Егидий, установява господството си в Северна Галия през периода 457 – 465 г. Сиагрий унаследява областта между реките Лоара и Сена със столица Соасон и я запазва до 486 г., когато франкския крал Хлодвиг I го побеждава. Сиагрий избягва в Тулуза при вестготите, но кралят им Аларих II го предава на Хлодвиг, който екзекутира пълководеца през 487 г.
Именно на факта, че Сиагрий удържа в продължение на толкова време Галия, се дължи преместването на политическия и културен център на Западна Европа на север. Продължителното му управление повлиява благоприятно на приемствеността на гало-римските традиции в този регион, въпреки германското преселение.